# Municipio de South Arm
El municipio de South Arm (en inglés, South Arm Township) es un municipio del condado de Charlevoix, Míchigan, Estados Unidos. Tiene una población estimada, a mediados de 2023, de 1937 habitantes.

## Geografía
Está ubicado en las coordenadas 45°9′48″N 85°9′57″O / 45.16333, -85.16583 (45.163469, -85.165966). Según la Oficina del Censo, tiene una superficie total de 84.69 km², de los cuales 79.42 km² corresponden a tierra firme y 5.27 km² están cubiertos de agua.

## Demografía
Según el censo de 2020, en ese momento había 1939 personas residiendo en la zona. La densidad de población era de 24 hab./km². El 92.68 % de los habitantes eran blancos, el 0.36 % eran afroamericanos, el 1.60 % eran amerindios, el 0.15 % eran asiáticos, el 0.10 % eran isleños del Pacífico, el 0.21 % eran de otras razas y el 4.90 % eran de una mezcla de razas. Del total de la población, el 1.86 % eran hispanos o latinos de cualquier raza.